# ایربورن ترنسپورت دی‌سی-۳
ایربورن ترنسپورت دی‌سی-۳ (به انگلیسی: 1948 Airborne Transport DC-3 (DST) disappearance) یکی از هواپیماهایی بود که در مثلث برمودا ناپدید شد. ایربورن ترنسپورت دی‌سی-۳ یکی از هواپیماهای داگلاس دی‌سی-۳ است و در تاریخ ۲۸ دسامبر ۱۹۴۸ در حالی که بر فراز سان خوآن، پورتوریکو برای فرود به میامی پرواز می‌کرد، ناپدید شد. هیچ اثری از هواپیما و ۳۲ نفر داخل آن یافت نشده‌است.